# Hrušovany (powiat Chomutov)
Hrušovany – gmina w Czechach, w powiecie Chomutov, w kraju usteckim. Według danych z dnia 1 stycznia 2014 liczyła 542 mieszkańców.